# Listă de filme românești/O
Aceasta este o listă de filme românești (artistice, de animație și documentare) care încep cu litera O:
- O batistă în Dunăre (1996)
- O clipă de răgaz (1986)
- O lacrimă de fată (1980)
- O lebădă, iarna (1983)
- O lume fără cer (1981)
- O lumină la etajul 10 (1984)
- O noapte de pomină(1939)
- O noapte furtunoasă (film) (1943)
- O noapte furtunoasă (1984) (teatru)
- O noapte (1965)
- O scrisoare pierdută (film) (1953)
- O scrisoare pierdută (film din 1977) (1977)
- O sută de gloanțe (1972)
- O vară cu Mara (1988)
- O vară de neuitat (1994)
- Oameni și măști (1963)
- Oamenii noștri (1964)
- Oaspeți de iarnă (1967)
- Oaspeți de seară (1976)
- Obiceiuri populare românești (1928)
- Occident (film) (2002)
- Ochi de urs (1983)
- Ochii orașului meu (1963)
- Odessa în flăcări (1942)
- Oglinda / Începutul adevărului (1993)
- Offset (2006)
- Oltenii din Oltenia (1966)
- Un om obișnuit (1960)
- Omagiu (1971)
- Omul care a văzut moartea (Teatru TV)
- Omul care ne trebuie (1979)
- Omul de lângă tine (1961)
- Omul în loden (1979)
- Omul și umbra (1981)
- Omul zilei (1997)
- One Point O (2004)
- Operațiunea „Monstrul” (1976)
- Ora H (1956)
- Ora zero (1979)
- Orașul (film) (1967)
- Orașul meu (1967)
- Orașul nu doarme niciodată (1949)
- Orașul și oamenii săi (1972)
- Orașul văzut de sus (1975)
- Orele unsprezece (1985)
- Orga (film) (1969)
- Orgolii (1981)
- Orient Express (film) (2003)
- Orizont 1969 (1970)
- Osânda (1976)
- Oțel (film) (1962)
- Oțelul răzbună (1913)
- Oul (1972)